# Solon Guyot
Solon Guyot foi um poeta brasileiro e deixou uma vasta obra, mas seus textos têm sido divulgados aos poucos. Alguns pesquisadores afirmam que ele nasceu no final do século XIX, entre 1887 e 1888, no interior do Rio Grande do Sul, mas alguns especialistas em história moderna não concordam com estes dados, apontando Curitiba-PR como sua cidade natal. Tais historiadores também dizem que há um grande mistério sobre sua morte, informando que Solon Guyot provavelmente faleceu de causas naturais em Domrémy-la-Pucelle, França, em 1943, já que nesta época houve uma alta incidência de textos enviados a alguns de seus "guardiões" no Brasil.
Os Guardiões. Sabe-se que Solon Guyot elegeu alguns guardiões de sua obra. Estes "protetores" resguardam seus textos maçonicamente e seguem rigorosamente o testamento deixado por Solon.
Testamento ou textomento? Solon Guyot deixou orientações especificas de "como" e "quando" seus textos deveriam ser divulgados. É interessante observar que o poeta especificou as datas, a hora e até mesmo o minuto que alguns textos deveriam ser publicados. Em certas passagens, ele comenta sobre seu "textomento", palavra que não existe na língua portuguesa, mas é usada com licença poética do escritor.
Sobre a forma que os textos devem ser publicados: Muitos afirmam que, nas orientações de Solon Guyot, há previsões detalhadas do futuro e meios de comunicação que ainda não existem, o que torna seu "textomento" ainda mais curioso.
Dois textos de Solon foram recentemente publicados em Campo Mourão, interior do Paraná. Por mais que os "Guardiões" não se mostrem, estes novos textos indicam ainda existem fontes de pesquisa .